# Индонезийско-суринамские отношения
Индонезийско-суринамские отношения — двусторонние отношения особого характера между обоими государствами, представляющими собой бывшие колонии Нидерландской империи, имеющими в силу этого прочные исторические связи. Во второй половине XIX — начале XX веков на территорию Суринама мигрировало большое количество яванцев с целью принятия участия в работе на плантациях. Посольство Индонезии располагается в Парамарибо и также аккредитовано при правительстве Кооперативной Республики Гайаны. Посольство же Суринама находится в Джакарте. Оба государства также принимают участие в деятельности Всемирной торговой организации и Форума сотрудничества Восточной Азии и Латинской Америки.
Первые исторические контакты между Индонезией и Суринамом связаны с миграцией индонезийцев, преимущественно яванцев, в Суринам в 1890 году. В XIX веке с целью восполнения недостатка рабочей силы в Голландской Ост-Индии было принято решение набрать большое количество яванцев и отправить работать в Суринам на плантациях и в сфере сельского хозяйства. В настоящее время 70 тысяч суринамцев, или 15 % населения государства, имеет яванское происхождение, и ряд государственных деятелей,включая членов правительства, являются этническими яванцами. Генеральное консульство Индонезии действовало в Парамарибо уже с 1964 года, однако лишь в 1975 году между государствами на официальном уровне были установлены двусторонние дипломатические отношения.
Суринам для Индонезии прежде всего стратегический партнёр и центр торговли в регионе, предоставляющий доступ на латиноамериканский рынок. Средства Индонезии от реализации торговых отношений между странами составили в 2012 году 8,9 млн долларов, причём государство сбыло в Суринам товары на сумму 7,1 млн долларов и вывезло их на сумму 1,8 млн долларов, таким образом, сальдо торгового баланса составило 5,3 млн долларов. Индонезия ввозит в Суринам ткани, мебель, одежду, бытовые, пластиковые принадлежности, обувь, продукты и музыкальные инструменты.
4 апреля 2011 года город Джокьякарта и округ Коммевейне подписали соглашение о побратимских отношениях. Яванская культура, распространённая среди как индонезийских, так и суринамских яванцев также способствует укреплению исторических и культурных связей между государствами.